# Musée du district six
Le musée du district six, en anglais District Six Museum, est un musée du Cap en Afrique du Sud consacré aux familles expulsées du District 6 et à leur histoire.

## Description
Le musée est organisé autour d'une pièce centrale comportant au sol une carte de l'ancien district six annotée. Autour de cette carte, au même étage, est présentée une chronologie du district, avec en particulier les vagues d'immigration successives qu'il a reçues. Un rouleau de papier invite les visiteurs à exprimer en quoi l'histoire de district six résonne avec la leur, et des parallèles y sont dressés avec le racisme que subissent les personnes Noires dans le monde, en particulier aux États-Unis, ou l'antisémitisme. Un parallèle est d'ailleurs dressé avec un musée suédois consacré à l'histoire d'un quartier populaire.

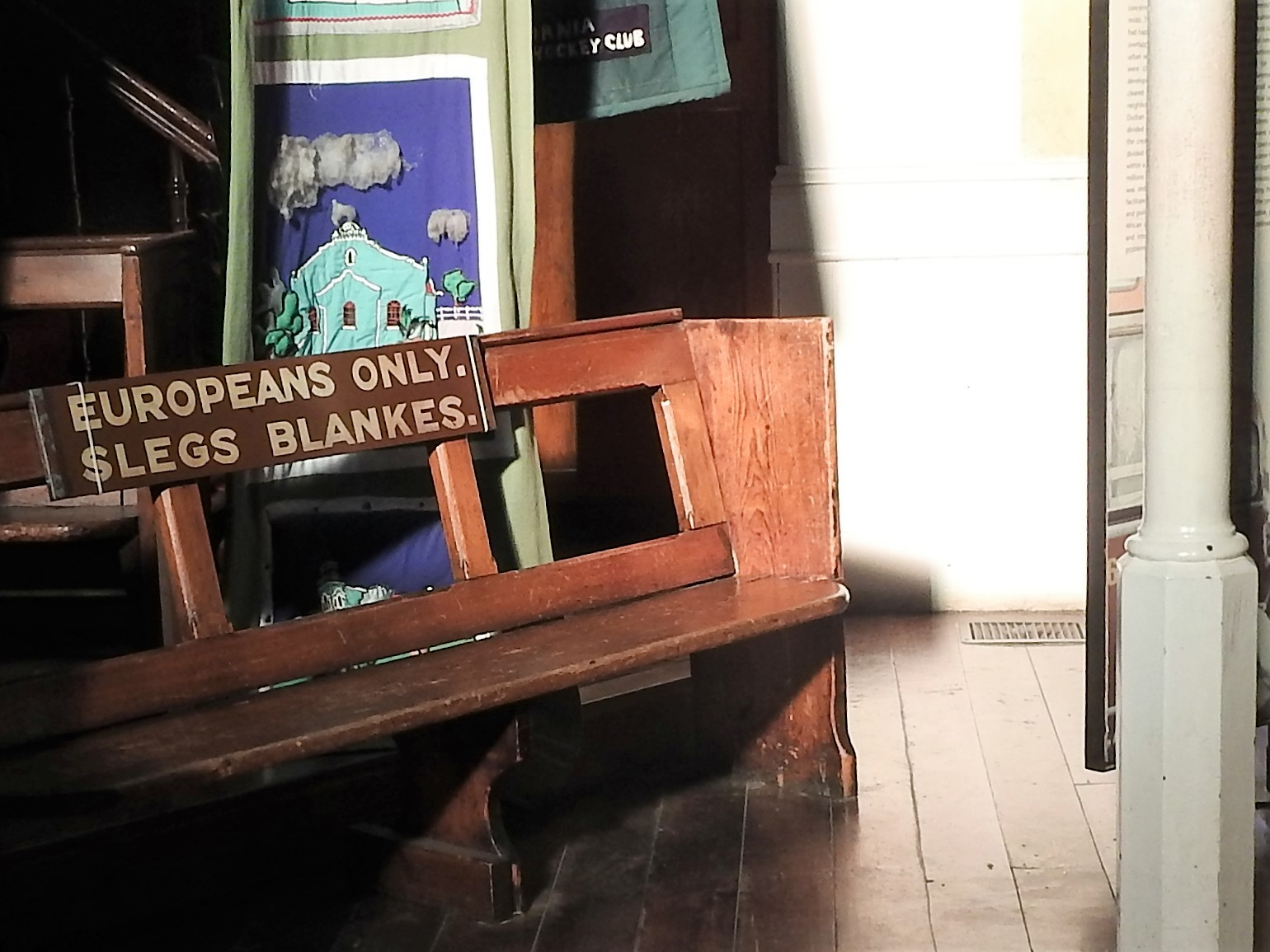
Inscription de l'apartheid dans l'espace public : banc réservé aux Européens

Une galerie présente différentes recettes de cuisine typiques du quartier, qui montrent le croisement d'influence des différentes cultures. Des objets représentant l'inscription de l'apartheid dans l'espace, tel qu'un banc « réservé aux Européens », sont exposés. Des photographies montrent la destruction proprement dite du quartier, à côté d'une salle où est aménagée une chambre telle que celle habitée par les résidents.

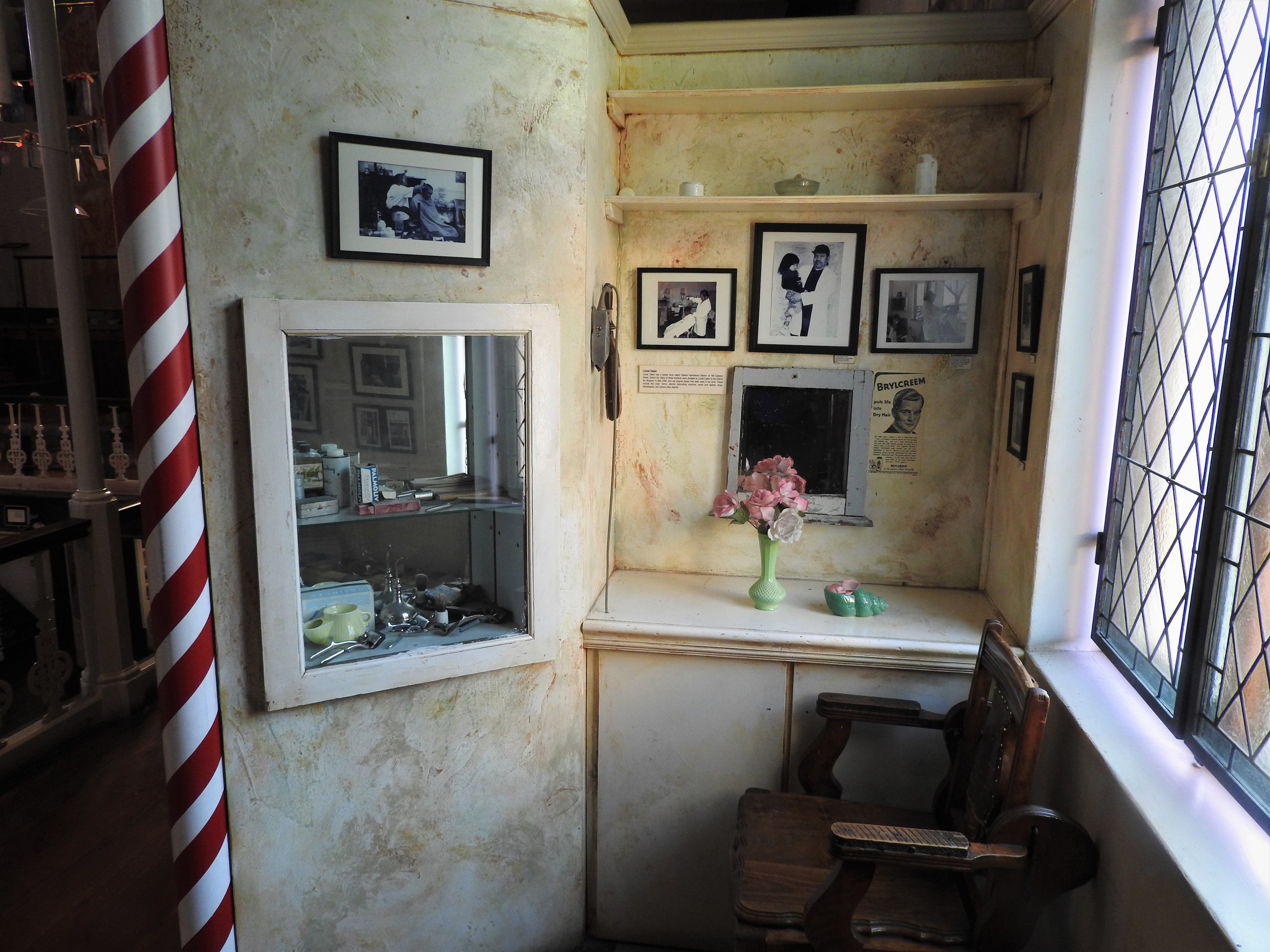
Barbier, lieu de vie communautaire

À l'étage et dans les escaliers sont présents les différents lieux et organisations communautaires, tels que les clubs de randonnée en montagne, le coiffeur/barbier, les équipes de sport, le lavoir, les clubs de musique.
Une fresque accompagnée d'un poème sur le devoir de mémoire et l'amnésie collective, un grand tissu brodé de messages de familles du quartier, d'autres broderies représentant différents de ses aspects culturels, et un poteau reprenant les panneaux de rue de l'ancien quartier, lient le rez-de-chaussée et le premier étage.
Dans une salle supplémentaire, au sol de mosaïque comportant des dessins et des poèmes, sont présentés les travaux d'archéologie réalisés sur le lieu de district six, ainsi que le projet d'un aménagement mémorial du quartier au cours du 21e siècle.

## Histoire
La Fondation gérant le musée, District Six Fondation, a été créée en 1989. Le musée lui-même ouvre cinq ans plus tard, en décembre 1994.

### Récompenses
Le musée reçoit en 2003 le prix du Prince Claus.